# Muhammad Tarik Abd al-Hadi
Muhammad Tarik Abduh Chalil Abd al-Hadi, Mohamed Tarek Abdou Khalil Abdelhady (arab. محمد طارق عبده خليل; ur. 14 lipca 2003) – egipski zapaśnik walczący w stylu wolnym. Brązowy medalista mistrzostw Afryki w 2024. Mistrz Afryki juniorów w 2023 roku.